# Бахур

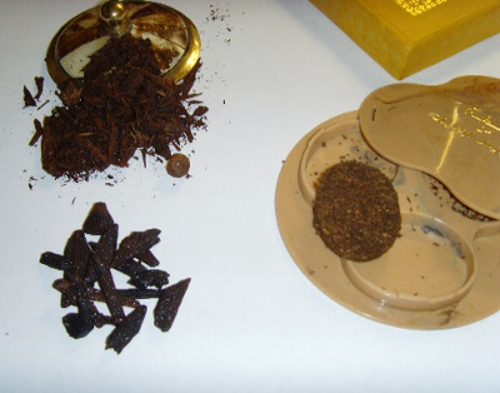
Бахур

Баху́р (араб. بخور) — образец так называемой парфюмерии для дома, когда запах придаётся не человеку, а его жилищу; древняя восточная традиция, которая и в наши дни широко распространена на Аравийском полуострове. Все виды арабских благовоний широко используются в странах Персидского залива.

## История
По преданию, ещё пророк Мухаммед регулярно использовал бахур, особенно в пятницу, в священный для всех мусульман день. Особенный повод для курения бахура, это священный для мусульман месяц Рамадан, когда все мысли правоверных направлены на смирение и самосовершенствование. С бахуром также встречают большие мусульманские праздники, Ид Аль-Фитр, Ид аль-Адха и другие.
Есть исторические подтверждения, что ещё в начале нашей эры римляне и древние греки использовали бахур в особых случаях. Распространение бахура в Европе заметно и в Средние века, прежде всего в церковных обрядах. Самый известный пример бахура — это знаменитые дары волхвов, которые они принесли новорождённому Иисусу: это были золото, ладан и мирра.

### Современное состояние
Сейчас бахур — это, прежде всего, ароматическое средство. Настоящий и качественный бахур должен состоять только из натуральных компонентов, которые и делают его уникальным, по сравнению с искусственными ароматизаторами. Запах у бахура сильный и стойкий, даже если его использовать в открытом пространстве комнаты, то весь день будет чувствоваться его запах.

## Составляющие
Кусочки или щепочки натурального, ароматизированного дерева, которые пропитаны эфирными маслами или экстрактами разных ароматических веществ. Например кусочки сандалового дерева, пропитанные эфирными маслами пачули и обработанные экстрактами натурального мускуса.
Другая разновидность бахура — это ароматическое дерево, сильно измельченное, перемешанное с другими веществами и сильно спрессованное. Основу бахура составляют так называемое агаровое дерево, в основном из Индии, и ладан — ароматическая смола, которую добывают преимущественно в Омане и Йемене.

## Использование
Используют для придания помещению приятного запаха, как в честь знаменательного события — свадьба, встреча гостей, а также просто для создания приятной атмосферы. В некоторых странах бахур даётся в приданое невесте и служит реликвией дома. В Омане считается хорошим тоном, когда в семье есть свой собственный рецепт бахура, который приготовляется вручную и передаётся из поколения в поколение.
Также рекомендуется помещать дымящуюся бахурницу в шкаф с одеждой, а особенно с обувью, так как считается, что это придаёт одежде и обуви приятный запах. Во время курения бахура у арабов принято направлять дым на одежду и волосы, что придаёт дополнительный ароматический эффект. Песочные бахуры, напоминающие крошащееся печенье, раскладывают в шкафах для ароматизации одежды без нагрева.
Чтобы курить бахур, необходима специальная чаша, так называемая бахурница (англ. incense burner), нужны специальный уголь (charcoal for incense burner) и щипцы, чтобы безопасно управляться с углём и Бахуром. Процесс курения бахура начинается с подготовки: поджигают уголь, после этого нужно аккуратно подложить уголь в бахурницу, далее небольшое количество бахура помещается на тлеющий уголь и почти сразу же начинается процесс курения и появляется дым — это и есть главная цель при курении бахура. Тление одной порции длится от одной до нескольких минут, дым бахура густой и ароматный, через несколько минут он рассеивается и остаётся только запах.